# Ángel de Ruata y Sichar
Ángel de Ruata y Sichar (* 1837 in Binéfar; † 2. Februar 1911 in Madrid) war ein spanischer Diplomat.

## Leben
Als Diplomat hatte er verschiedene Positionen in den Delegationen von Portugal, Griechenland und der Türkei inne.
Er war Mitglied der Real Maestranza de Caballería de Zaragoza, des Ordens Isabellas der Katholischen und des Christusordens.
Von 1900 bis 1906 war er Gesandter in Berlin.
Von 1907 bis 1908 war er Senator für die Provinz Huesca in der Cortes.